# Certhia hodgsoni
Certhia hodgsoni е вид птица от семейство Certhiidae.

## Разпространение
Видът е разпространен в Бутан, Китай, Индия, Мианмар, Непал и Пакистан.